# Rachel Zadok
Rachel Zadok (* 1972 in Kensington, Gauteng) ist eine südafrikanische Schriftstellerin.

## Leben
Zadok wurde 1972 geboren und wuchs im südafrikanischen Johannesburg auf. Sie studierte Kunst und arbeitete als Grafikdesignerin.
Im Jahr 2001 zog sie nach London, wo sie ihren ersten Roman, Gem Squash Tokoloshe, zu schreiben begann. Er handelt von Erfahrungen eines weißen Mädchens auf einer südafrikanischen Farm während der Apartheid, dem Umgang mit der Trennung der Eltern und der Krankheit der Mutter. Im Jahr 2004 nahm Zadok mit dem Manuskript an einem Wettbewerb teil, in dem sie die Veröffentlichung durch Pan Macmillan gewann. Der Roman wurde für den Whitbread Book Award, den John Llewellyn Rhys Prize und den IMPAC Award nominiert.
Zadok kehrte 2010 nach Südafrika zurück und lebt mit ihrem Ehemann und ihrer Tochter in Kapstadt. Im Jahr 2013 wurde ihr zweiter Roman, Sister-Sister, veröffentlicht.

## Werke
- Gem Squash Tokoloshe. Roman. Pan Macmillan, 2005, ISBN 1-77010-071-7
- Sister-Sister. Roman. Kwela Books, 2013, ISBN 978-0-7957-0472-7

Kurzgeschichten erschienen zudem in The Observer, in Jewish Chronicle, The Independent und African Violet, der 2012 Caine-Prize-Anthologie aus dem Jahr 2012.